# Åsa Lovén
Åsa Lovén, född 1978, är en svensk skribent och manusförfattare verksam främst inom barnkulturområdet. Hon är författare till boken För modiga utgiven av Cirkus Cirkör och en av manusförfattarna till barndramaserien Dockäventyren. Hon har även arbetat med barnprogrammen REA, Manus X och Rekordbyrån på SVT samt skrivit ungdomsboken Konspirationsfabriken. Sedan 2010 är hon verksam vid Berättarministeriet. 